# Synagoge (Magdala)
Koordinaten: 32° 50′ N, 35° 31′ O

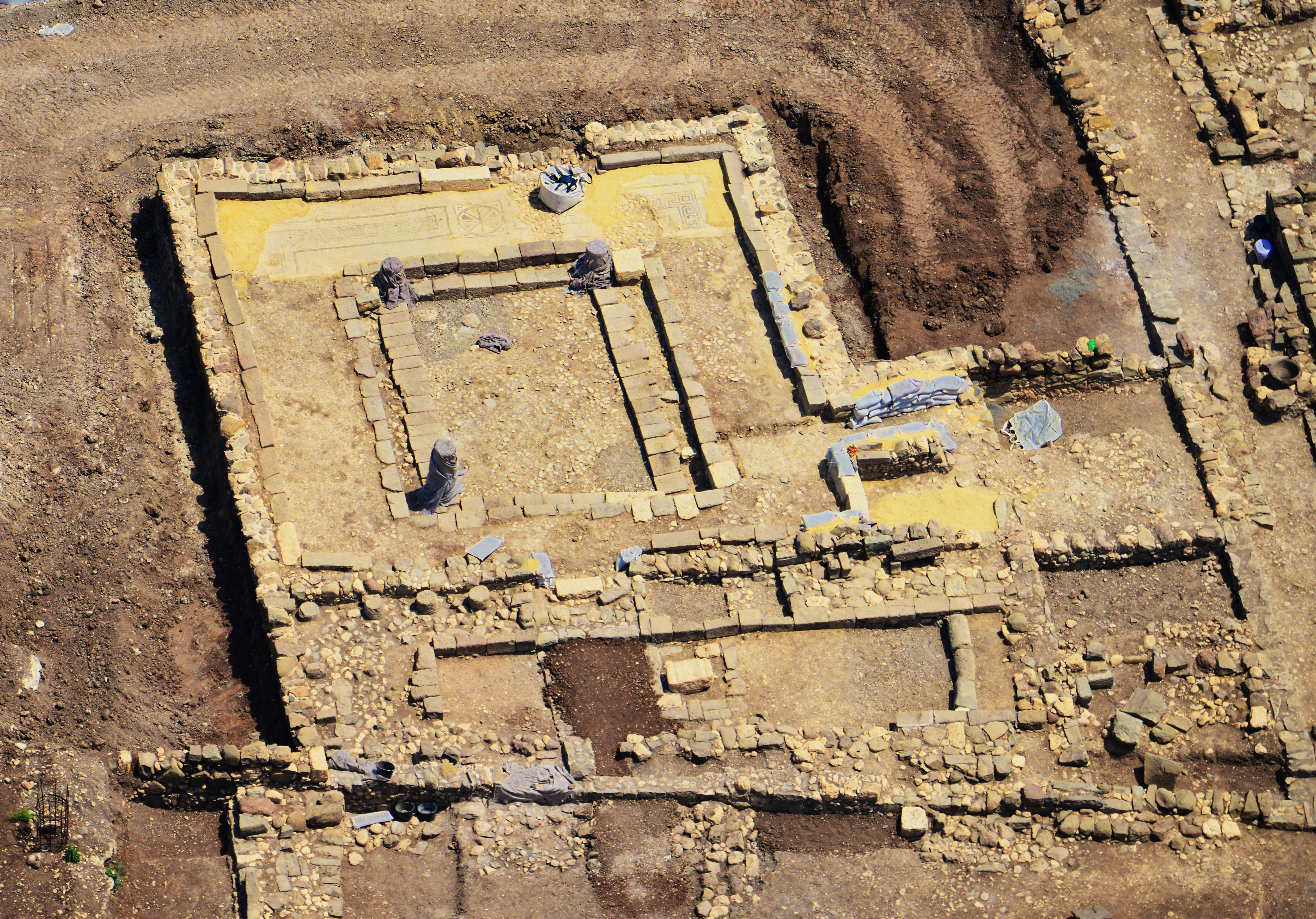
Die Synagoge von Magdala
Blick von West nach Ost

Die Synagoge von Magdala ist die Ruine einer Synagoge in Migdal (Magdala) an der Westküste des Sees Genezareth, etwa 6 km nördlich von Tiberias. Sie ist nach Aussage des Archäologen Arfan Najar im Zeitraum 29 v. Chr. bis etwa 68 n. Chr. genutzt worden, also wohl zu Lebzeiten von Jesus Christus.

## Ausgrabung
Die Synagoge wurde 2009 während einer Notgrabung wegen der geplanten Errichtung eines Hotels entdeckt. Die Grabung der Israelischen Antikenbehörde wurde von den Archäologen Dina Avshalom-Gorni und Arfan Najar geleitet.

## Beschreibung
Die Synagoge bestand aus drei Räumen: ein großer annähernd quadratischer Leseraum, an den im Westen ein Vestibül angrenzte, und ein kleinerer Raum im Süden, der möglicherweise zur Aufbewahrung der Schriftrollen diente. Im Vestibül bestand der Boden aus gestampftem Lehm mit Kalksteinsplittern. In der Mitte stand ein quadratischer Kalksteinblock, der als Basis für einen Stuhl oder Tisch gedient haben kann. Der Boden um den Quader war mit Basaltplatten belegt.
Ein Durchgang in der Ostwand des Vestibüls führte in den Leseraum. Dieser hatte umlaufende Steinbänke und in der Mitte eine rechteckige Vertiefung die von zwei Sitzstufen umgeben war. Auf der Ostseite des Raumes waren noch große Flächen des Mosaikfußbodens mit Rosetten- und Mäander-Muster erhalten. Stellenweise fand sich nur noch die Unterlage aus kleinen Steinen. In zwei Ecken des eingetieften Rechteckes wurden größere Fragmente von Basaltsäulen in situ aufgefunden, ein weiteres lag auf dem Boden. Dieser war mit kleinen festgestampften Steinen bedeckt, vermutlich ebenfalls die Unterlage für ein Mosaik. Die Säulen und die Wände des Raumes waren mit farbigen Fresken bedeckt, die aus dunkelroten, senfgelben und blauen Flächen zwischen schwarzen und weißen Rahmen bestanden.

## Stein von Magdala

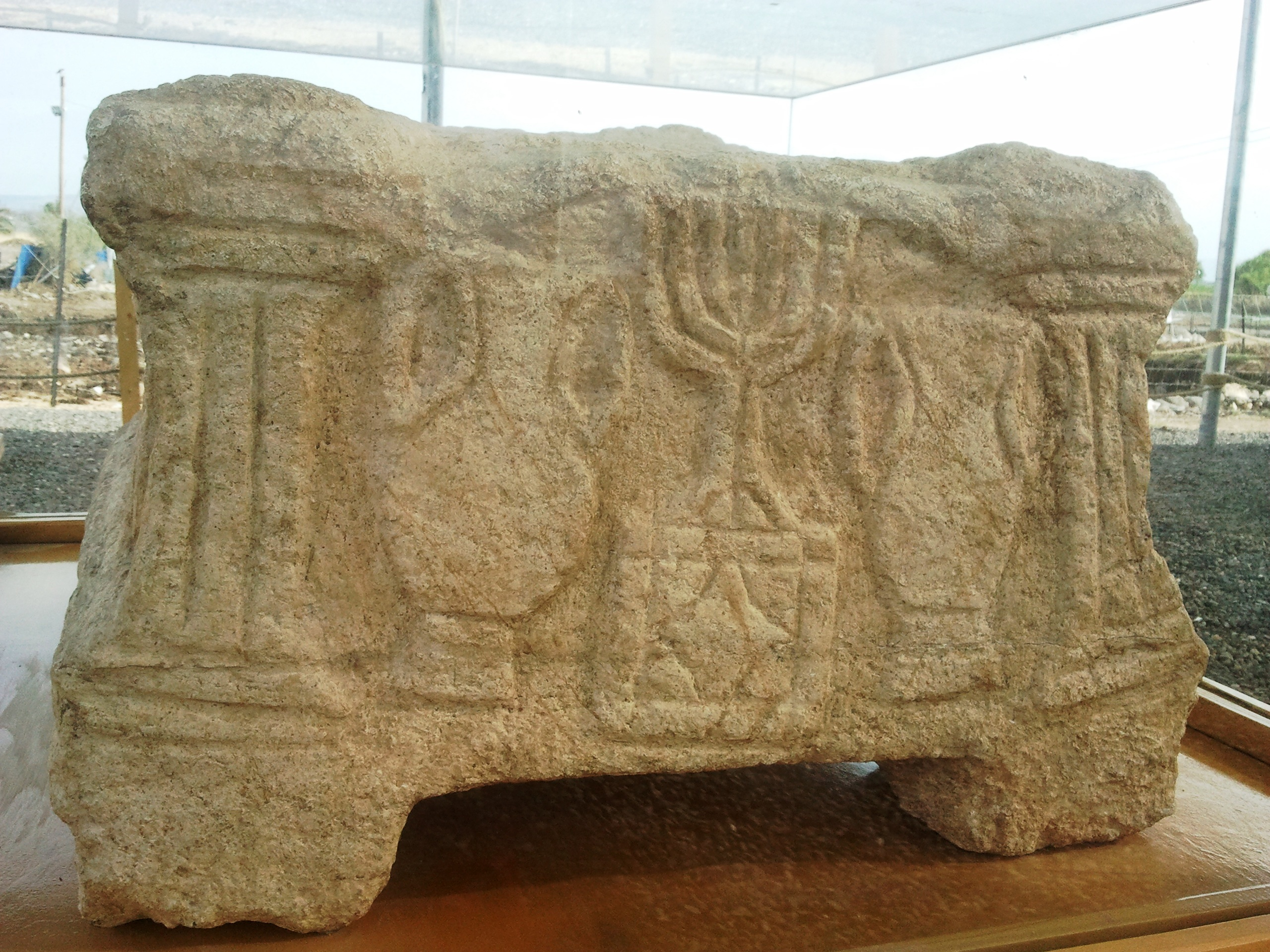
Stein mit mutmaßlich zeitgenössischer Darstellung der Menora des Zweiten Tempels, der bei der Grabung gefunden wurde

Ein rechteckiger aus Kalkstein gefertigter Quader von etwa 60 cm Länge, 50 cm Breite und einer Höhe von 40 cm mit vier Füßen war im Lesesaal im inneren Viereck aufgestellt. Er trägt auf der Oberfläche und an den vier Seiten eine reiche Reliefverzierung. Auf einer Seite ist eine siebenarmige Menora abgebildet, die von zwei Amphoren und Säulen flankiert wird.
Der unbekannt gebliebene Steinmetz schuf das Relief möglicherweise in Kenntnis der Menora im Herodianischen Tempel (29 v. bis 70 n. Chr.). Der Ausgrabungsleiter Najar sieht in dem Stein ein Symbol für den Herodianischen Tempel zu einem Zeitpunkt als dieser noch bestand. Von dieser Deutung ausgehend zeigen auch die anderen Verzierungen Hinweise auf den Tempel: Die den Stein umlaufenden Arkaden werden als teils dreidimensionale Darstellung der Säulenhallen gedeutet, die den Tempelbezirk umgaben. Auf der Seite, die der Menora-Darstellung gegenüberliegt, sind unter den beiden Bögen der Arkaden zwei Räder mit jeweils sechs Speichen abgebildet. Sie werden als Räder des göttlichen Thronwagens (Ps 104,3 ) und somit als Symbol göttlicher Gegenwart gedeutet. Die Oberseite wird beherrscht durch eine Rosette in der Mitte. Dabei handelt es sich um eine gängige Darstellung, die im 1. Jahrhundert n. Chr. an Gebäuden, Ossuarien und Synagogen zu finden ist. Jennifer Ristine interpretiert die Rosette als Symbol für den Vorhang des Allerheiligsten im Tempel, hinter dem man sich die Anwesenheit Gottes vorstellte.
Während ein großer Konsens hinsichtlich der auf den Jerusalemer Tempel und somit auf die Gegenwart Gottes bezogenen Deutung der Symbole und Abbildungen besteht, wird der Zweck des außergewöhnlichen Steins kontrovers gedeutet. Bisher wurde nur ein weiterer Stein in dieser Art in einer Synagoge aus dem 1. Jahrhundert gefunden, nämlich in Horvat Kur, nicht weit von Migdal entfernt. Die Vermutungen hinsichtlich des Zwecks und der Nutzung innerhalb des Synagogengottesdienstes reichen von einem Podest für eine Lampe oder einem Sitz des Synagogenvorstehers über einen Tisch für Weihegaben, die zum Tempel gebracht wurden, bis hin zum Fundament, auf dem sich ein Gerüst für ein Lesepult befand, im Anschluss an die Deutung des Ausgrabungsteams als Gebetstisch.
Erst der Abgleich des archäologischen Funds mit zeitgenössischen literarischen Quellen des Frühjudentums geben den spekulativen Deutungen eine belastbare Richtung. Zur Zeit des Zweiten Tempels stand eine basisdemokratisch und dezentral organisierte selbstbewusste Synagogengemeinde dem hierarchisch angelegten Zentralkult am Tempel äußerst kritisch und abgrenzend gegenüber. Es wird sogar von einem drohenden Auseinanderbrechen des Judentums in zwei verschiedene Richtungen gesprochen: Tempelkult und Synagogengemeinde. Insofern kann der Synagogenstein nicht in einer dem Tempel dienenden Funktion verstanden werden. Die Symbole verweisen – wie übereinstimmend festgestellt wird – auf eine Gegenwart Gottes. Der Stein inmitten der Synagogengemeinde wird in diesem Kontext dann zu einem Symbol der Gegenwart Gottes, das in Konkurrenz zum Tempelkult tritt und diesen für die Synagogengemeinde obsolet macht.